# Симоновски, Марко (футболист)
Марко Симоновски (макед. Марко Симоновски; 2 января 1992, Скопье, Республика Македония) — северомакедонский футболист, нападающий клуба «Дрита».

## Клубная карьера
Воспитанник футбольного клуба «Вардар» (Скопье). Выступал за футбольные клубы «Металлург» (Скопье) и «Напредок» (Кичево) в чемпионате Македонии.
13 августа 2014 Симоновски уехал в Россию, в пермский «Амкар». Но выходил на поле лишь в 4 матчах на замену и не закрепился в основном составе.
Летом 2015 года перешёл в клуб «Сплит», выступающий в чемпионате Хорватии и сыграл там полсезона.
В феврале 2016 года Марко заключил контракт с казахстанским клубом «Жетысу».

## Международная карьера
Марко дебютировал за сборную Республики Македонии 14 декабря 2012 года в товарищеском матче против сборной Польши (1:4), выйдя на замену на 75-й минуте. На данный момент играл только в товарищеских матчах.
| Матчи и голы Симоновски за сборную Македонии | Матчи и голы Симоновски за сборную Македонии | Матчи и голы Симоновски за сборную Македонии | Матчи и голы Симоновски за сборную Македонии | Матчи и голы Симоновски за сборную Македонии | Матчи и голы Симоновски за сборную Македонии | Матчи и голы Симоновски за сборную Македонии |
| -------------------------------------------- | -------------------------------------------- | -------------------------------------------- | -------------------------------------------- | -------------------------------------------- | -------------------------------------------- | -------------------------------------------- |
| №                                            | Дата                                         | Соперник                                     | Счёт                                         | Сыгранные минуты                             | Голы                                         | Соревнование                                 |
| 1                                            | 14 декабря 2012                              | Польша                                       | 1:4                                          | 75-90                                        | —                                            | Товарищеский матч                            |
| 2                                            | 18 июня 2014                                 | Китай                                        | 0:2                                          | 81-90                                        | —                                            | Товарищеский матч                            |
| 3                                            | 22 июня 2014                                 | Китай                                        | 0:0                                          | 0-61                                         | —                                            | Товарищеский матч                            |

Итого: 3 матча; 1 ничья, 2 поражения.